# Les clefs de bagnole
Les clefs de bagnole è un film del 2003 diretto da Laurent Baffie.